# Велика Ператовица
Велика Ператовица је насељено мјесто града Грубишног Поља, у Бјеловарско-билогорској жупанији, Република Хрватска.

## Географија
Велика Ператовица се налази око 10 км сјевероисточно од Грубишног Поља.

## Историја
Почетком 20. века Велика Ператовица је село - православна парохија са припадајућим селима: Гаково, Велика Дапчевица, Мала Дапчевица, Лончарица, Тополовица и Мала Ператовица.
Политичка општина се налази у Грубишном Пољу, као и пошта и телеграф. Од јавних здања у Ператовици су православна црква и комунална школа. Велика Ператовица има тада 589 домова (од којих су 361 српски) и 3734 становника (од којих су 2710 православци Срби или 72%).
Председник црквене општине је 1905. године поп Стојан Зајелац, родом из Граховљана; он је и перовођа и парох. Парохија је 2. платежне класе, има парохијски дом и земљишну сесију, као и српско православно гробље. Православна црква посвећена Св. Петки је грађена 1709. године. Православно парохијско звање је основано 1789. године, а најстарије матице су крштених из 1773. године.
Основна школа у месту је комунална, има једно здање грађено 1821. године. Учитељ Васа Вукобратовић 1905. године ради са 88 ученика у редовној настави.

## Становништво
Према попису становништва из 2011. године, насеље Велика Ператовица је имало 26 становника.
| Националност       | 1991. | 1981. | 1971. | 1961. |
| Срби               | 164   |       |       |       |
| Хрвати             | 3     |       |       |       |
| Југословени        | 1     |       |       |       |
| остали и непознато | 4     |       |       |       |
| Укупно             | 172   | 242   | 390   | 855   |

| Демографија | Демографија | Демографија |
| Година      | Становника  | Становника  |
| ----------- | ----------- | ----------- |
| 1961.       | 855         |             |
| 1971.       | 390         |             |
| 1981.       | 242         |             |
| 1991.       | 172         |             |
| 2001.       | 37          |             |
| 2011.       |             | 26          |